# Slag om Azaz
De Slag om Azaz was een militair conflict in Syrië tussen het Syrische leger en het Vrij Syrisch Leger tijdens de Syrische Burgeroorlog van 2011-2012. De gevechten concentreerden zich rondom de stad Azaz, ten noorden van de stad Aleppo. De slag duurde van 6 maart tot 23 juli 2012 en leidde tot de verovering van Azaz door het Vrij Syrisch Leger.

## Situatie rondom Azaz
Rond 6 maart hadden strijders van het Vrij Syrisch Leger verschillende dorpen en steden ten noorden van Aleppo veroverd op het regime van president Bashar al-Assad, waaronder Azaz, dicht bij de Turkse grens. Het Syrische leger deed een poging om Azaz te heroveren, om zo opnieuw de controle te krijgen over de Turkse grens. Hierbij zette het leger onder andere artillerie, tanks en helikopters in tegen de lichtgewapende rebellen. Ten minste drie soldaten kwamen om het leven in Azaz en het Vrij Syrisch Leger slaagde erin om een helikopter neer te schieten boven de stad. Eind maart trok het Syrische leger zich terug en bombardeerde Azaz, terwijl het Vrij Syrisch Leger de stad zelf beheerste.